# علي بن عاشور
علي بن عاشور (1950 - فبراير 1996) كاتب جزائري في المغرب العربي.، وصحفي سابق.

## حياته
ولد في اواخر عام 1950 في إحدى قرى تونس، حيث كان والده لاجئا، وهناك أتم دراسته الابتدائية ليعود غداة استقلال الجزائر، شأنه شأن كل لاجئ اغتصبت ارضه من المستعمر الفرنسي. هناك بدء دراسته الاعدادية في معهد ابن خلدون بـ بلكور بالجزائر العاصمة، حيث قضى عاما وبضعة أشهر، ليجد نفسه بعد ذلك ضمن البعثة الدراسية التي أرسلتها الجزائر إلى ليبيا عام 1964م، فأتم بها دراسته الاعدادية والثانوية. وفي عام 1969, توجه مع عدد من حملة الباكالوريا إلى جامعة دمشق، فانتسب إلى كلية الطب، لكنه رغم اجتيازه المرحلة الصعبة من الدراسة تركها لرهبان حسب تعبيره وازدادت كراهيتي لهذه الكلية -وكل مؤسسة تعليمية- لانها كانت تاخذ كل وقت الطلاب ولا تترك له مجالا لاكتشاف شيء، حتى نفسه بالذات تبقى غريبة عليه، فتركها غير نادم ليغوص في اعماق الحياة سابرا اغوارها. لاعبا أحيانا وجادا في أكثر الأحيان.
غادر جامعة دمشق عام 1974 وفي عام 1971, انتخب سكريتيرا لرابطة طلاب المغرب العربي ب دمشق، ثم رئيسا لها حتى العام النقابي 1974 -1975، كما كان سكريتيرا لمجلس المنظمات الطلابية العربية في سوريا، وبعد اربع سنوات من النشاط اليومي المتواصل، سئم العمل النقابي الذي أعطاه كل جهده، خدمة لطلاب المغرب العربي لاسيما اولائك الذين كان ضيق اليد يحول بينهم وبين اتمام دراستهم.

## سيرته
بدأ العمل كصحفي في بيروت عام 1975 عندما اضطر للهرب من سورية ذات ليلة، ليعمل في مجلة ((الهدف)) البيروتية، محررا لشؤون العربية والدولية. كان نادرا ما ينشر فيها مقالا ثقافيا. في الوقت نفسه كتب في العديد من الجرائد اليومية والمجلات الاسبوعية أثناء حرب السنتين في لبنان (1975-1976) تلك الحرب التي دمرت الإنسان والبنيان أيضا، والتي عايشها بكل تفاصيلها. في الفترة نفسها كتب عددا من الكراسات منها (كومونا باريس) في ذكراها الخامسة بعد المئة، وأخرى بعنوان (القمع في تونس) حلل تاريخي ظروف تونس السياسية والاجتماعية والثقافية التي أدت إلى ممارسة النظام القمعية خصوصا منذ عام 1978، وثالث بعنوان (اليسار في أمريكا). كما كتب مقدمة هامة لكراس من 72 صفحة بعنوان (المنظمة الشيوعية العربية) يتعرض فيها لأسباب العميقة التي أدت لظهور المنظمة وانتحارها بنحر ابطالها 1975... عندما ايقن بن عاشور أن البقاء في لبنان مستحيل، شد الرحال إلى باريس. مع صدور مجلة المستقبل الأسبوعية في باريس، بدأ عمله كمسؤولا في القسم الثقافي فيها، وذلك عام 1977 لكنه لم يبق في عمله هذا إلا أشهرا قليلة (فسرعان ما شرعت بمسؤولية القسم تاخذ كل وقتي، وتبلد عقلي فاخترت أن أبقى في المجلة كناقد أدبي فقط...-كما قال-). كانت كتابته تكون بدون توقيعه وأحيانا بدون باسم مستعار ونادرا ما تكون بالاسم الصريح. كل ما كتبه علي وتعذر نشره في (المستقبل) ووضعه جانبا، ليجد في نهاية العام 1978 أنه بات لديه مادة كتاب، لاسيما أنها تدور في الموضوع: نقد الأوضاع الثقافية السائدة في العالم العربي وتستحق النشر فوضع لها عنوان (لكمات نقدية الأدب والحياة) واتفق مع سهيل ادريس على اصدارها في دار الأدب.
كان هادئا أحيانا وصاخبا أحيانا أخرى جادا كل الجد حتى الصراحة حينا، وساخرا حتى النخاع من هذا العالم حينا اخر. في فبراير 1996م غادرنا علي بن عاشور إلى جوار ربه عن عمر يناهز 46 سنة بعد أن عاش حياة مليئة بالترحال.